# VR-Bank Asperg-Markgröningen
Die VR-Bank Asperg-Markgröningen eG war eine Genossenschaftsbank mit Sitz in Möglingen, Landkreis Ludwigsburg. Im Jahre 2021 wurde die Bank auf die VR-Bank Ludwigsburg eG verschmolzen.

## Geschäftsgebiet
Die VR-Bank Asperg-Markgröningen eG gehörte zur Finanzgruppe Volksbanken Raiffeisenbanken und war somit der Sicherungseinrichtung des Bundesverband der Deutschen Volksbanken und Raiffeisenbanken e.V. (BVR) angeschlossen. Das Geschäftsgebiet der VR-Bank Asperg-Markgröningen eG umfasste die Gemeinden Asperg, Markgröningen mit Teilort  Möglingen, Oberriexingen, Schwieberdingen, Tamm und den Stadtteil Ludwigsburg-Pflugfelden. Hauptzweck und Aufgabe der Genossenschaft war die wirtschaftliche Förderung und Betreuung ihrer Mitglieder (§ 2 der Satzung).

## Struktur
Mit rund 27.000 Mitgliedern war die Bank eine große Personenvereinigung in der Region. Diese Mitglieder bestimmten nach dem Genossenschaftsgesetz und der Satzung über die Vertreterversammlung und den Aufsichtsrat die Geschäftspolitik der Bank.
Die VR-Bank Asperg-Markgröningen eG unterhielt in ihrem Geschäftsgebiet 8 Geschäftsstellen und 15 Geldautomaten.

## Ausbildung und Personalentwicklung
Das Ausbildungsangebot reichte von der 2,5-jährigen Ausbildung zum Bankkaufmann, der verkürzten Ausbildung zur Finanzassistentin/zum Finanzassistenten über die Ausbildung zur/zum Immobilienkauffrau/mann bis hin zum Hochschulstudium an der DHBW zum Bachelor of Arts. Eine kontinuierliche Fort- und Weiterbildung der Mitarbeiter war wesentlicher Bestandteil der Geschäftsstrategie der Genossenschaftsbank.